# 두브롭카역 (류블린스코드미트롭스카야선)
두브롭카역(러시아어: Дубровка)은 모스크바 지하철 류블린스코 드미트롭스카야 선의 역이다.

## 역사
두브롭카 역은 1995년에 1단계 구간 개통 시점에 함께 개통될 예정이었지만, 인근 지형의 험난한 수문 조건에서 에스컬레이터를 건설하는 과정에 문제가 발생하여 개통이 불가능하게 되었다. 본 역이 러시아를 강타한 1990년대 후반의 경제적 어려움으로 인하여 산업지대의 불경기에 다다랗기 때문에, 민영화된 대부분의 산업들은 재정이 매우 부족했고 생산량도 마찬가지로 정체되었다. 결과적으로, 이것은 얼어붙은 대지의 추가적인 난방을 방지하기에 충분하였고 1999년 12월 11일 당시 모스크바의 시장인 유리 루시코프(Yury Luzhkov)가 이 역을 개장시켰다.

## 구조
1면 2선의 섬식 승강장 구조로, 지하 역사이다. 지하 62.5m 깊이의 이 역은 개통 당시에 모스크바 메트로에서 가장 깊은 역사 중 하나였다.

## 디자인
두브롭카 역은 확실한 테마 없이 기둥과 벽에 밝은 단색 대리석으로 장식되어 있다. 바닥은 붉은 화강암과 검은 화강암으로 장식되어 있다. 플랫폼은 굉장히 협소한 편이다. 플랫폼의 끝부분에 밝은 모자이크 형식으로 장식되어 있다. 이 역의 구조물은 샤리코포드십니콥스카야 거리 아래 지하철 네트워크와 연동되어 있으며, 현대적인 유리로 된 금속과 콘크리트 건물이 있다.

## 환승
두브롭카 역에서는 모스크바 중앙 순환선의 두브롭카 역으로 갈아탈 수 있지만, 역을 나와서 도보로 약 8분 거리를 이동하면 갈아탈 수 있다.

## 사진

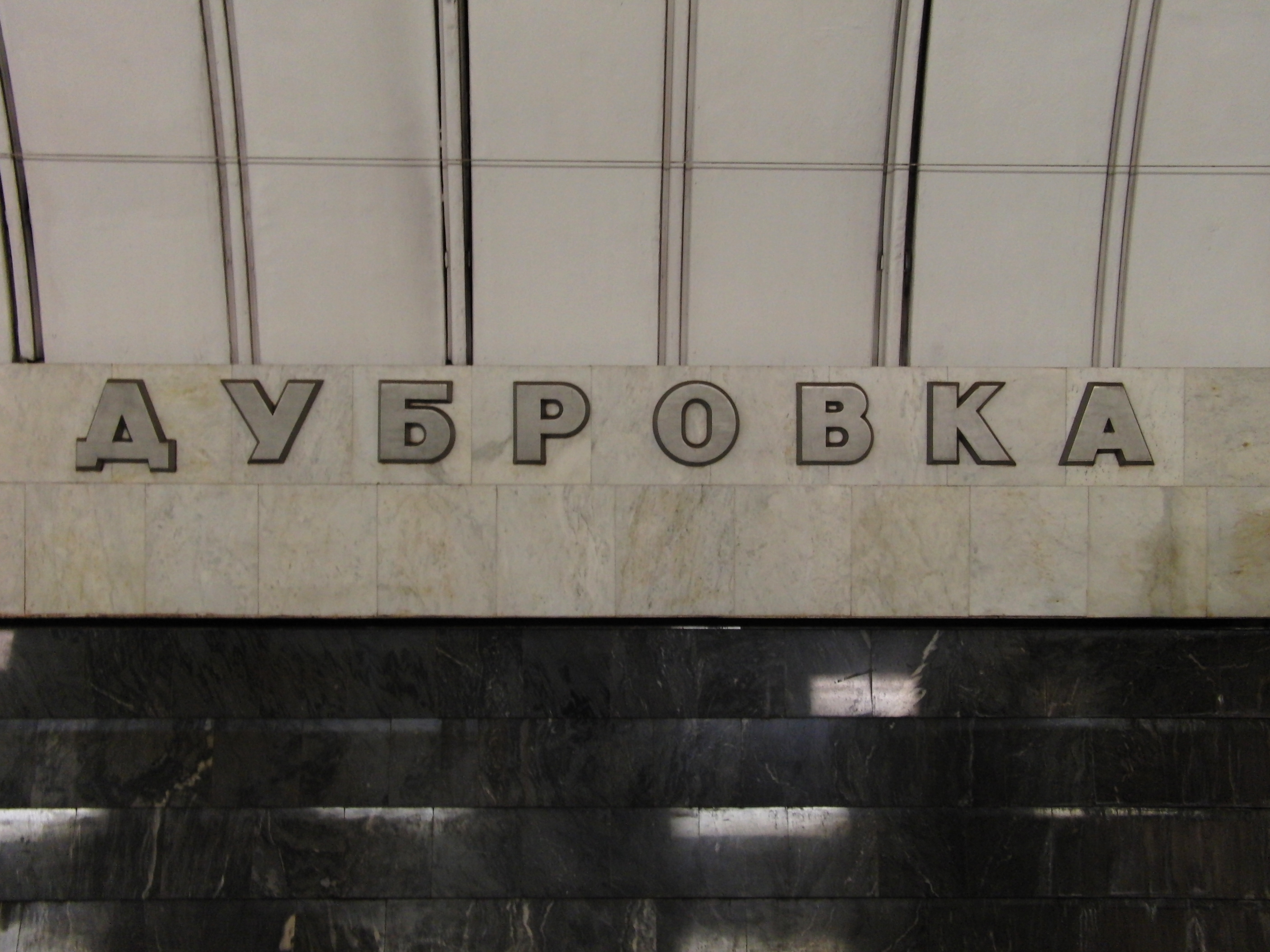
역명판
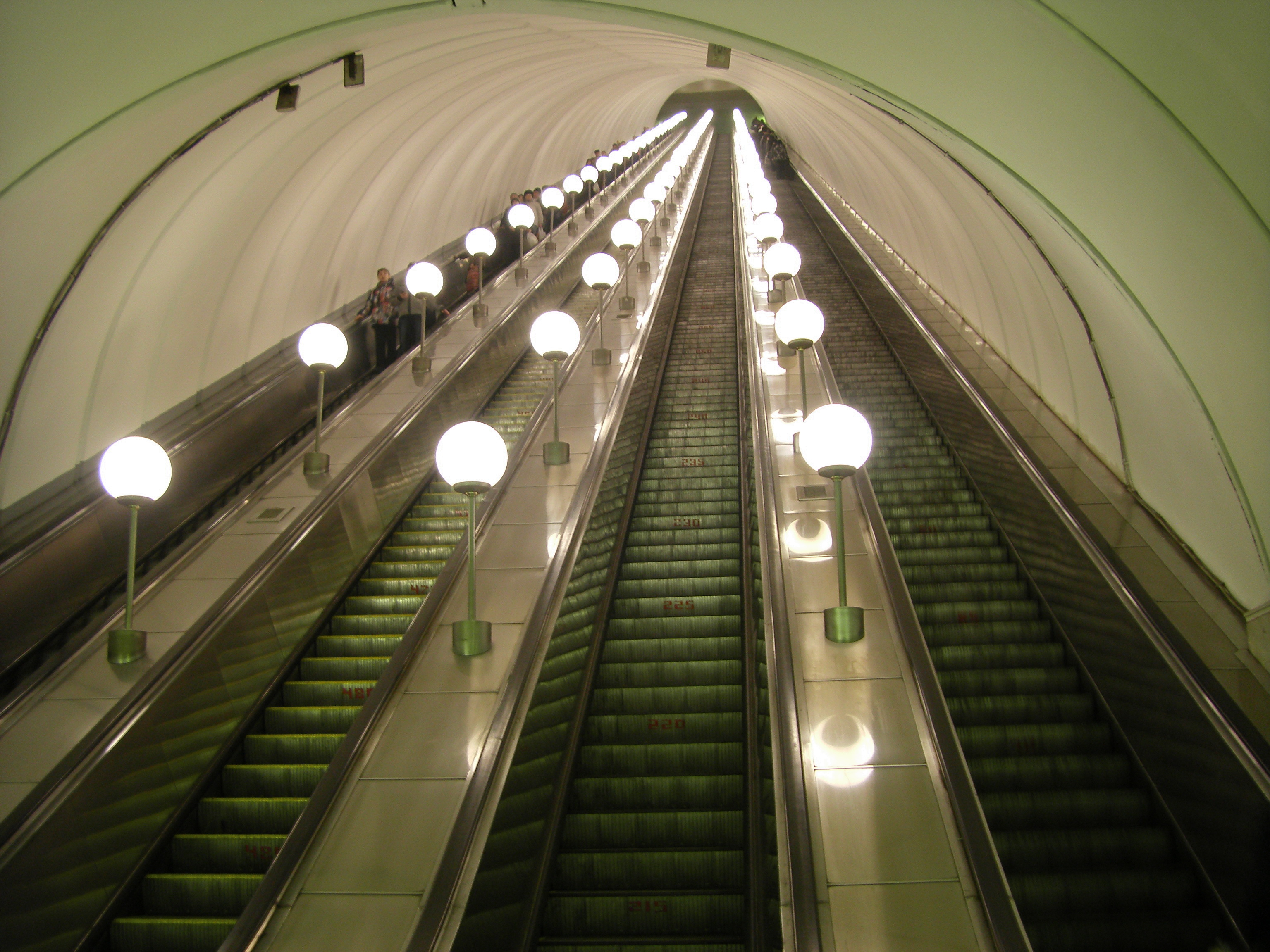
에스컬레이터